# Rijeka dubrovačka
A Rijeka dubrovačka egy ria Horvátországban, az Adriai-tengerben, Dubrovniktól északnyugatra. Értelmezéstől függően az Ombla tengerszintet elérő részét és a hosszan elnyúló keskeny öblöt értik alatta, míg más források a rendkívül rövid folyót és a riát egynek tekintik. 

## Leírása

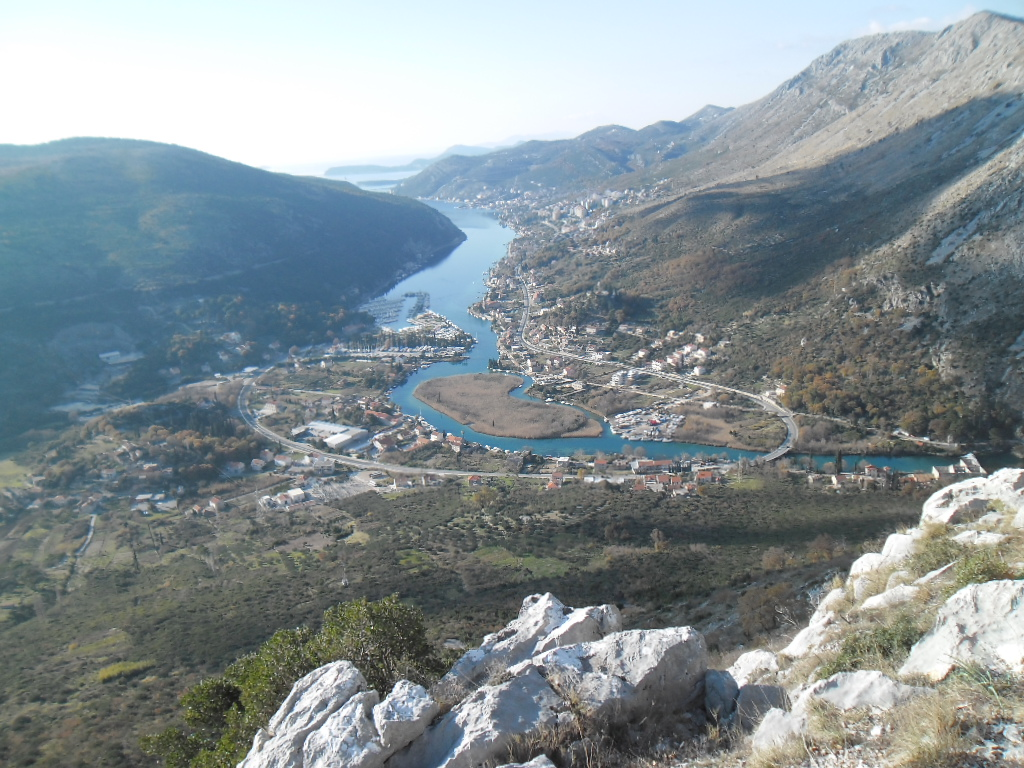
A Rijeka dubrovačka látképe a Golubov kamenről

A Rijeka dubrovačka egy tengervíz által elöntött egykori folyóvölgy Dubrovniktól északnyugatra. Hosszúsága 5 km, szélessége 200-400 méter, legnagyobb mélysége 26 m. Vízének nagy részét a Trebišnjica, Európa leghosszabb karsztfolyója táplálja. Ez az Ombla-forrástól 20 km-re a bosznia-hercegovinai alsó Popovo poljében, a horvát határ közelében, több résszerű beszivárgási ponton tűnik el a föld alatt, majd vizének nagy része egy bővizű karsztforrásként itt tör a felszínre. A Rijeka dubrovačka külső részét a dubrovniki kikötő részét képező Gruž kikötője képezi. Itt találhatók a kikötő folyékony üzemanyag és cement tárolói. Partja mentén halad az adriai főút. Az öböl partjait a 2001-ben épült ferdekábeles Franjo Tuđman híd köti össze. A Rijeka dubrovačka területe tájképi nemzeti örökségként 1964 óta védett.

## Története
A terület már az újkőkortól kezdve lakott volt. Ezt több, a helyszínen (Vilina-barlang) talált lelet is bizonyítja. A partokon és a környező lejtőkön a 13. századtól jelennek meg a települések, mellettük korábban épített szakrális építményekkel (Szent István templom Sustjepanban 1050-ből, Szűz Mária templom Rožatban 1123-ból). A kora középkorban a Rijeka dubrovačka területe Zahumlje része volt, amelynek a szőlőültetvények művelésének jogáért Raguza népe évi adót fizetett. Uroš cár uralkodása alatt az egész völgy a Raguzai Köztársaság fennhatósága alá került (1357). Az akkor megszerzett területet, amely magában foglalta a Rijeka, Šumet, Gruž, Zaton és Župa területét, a későbbi raguzai forrásokban Stari zemljának (azaz régi földeknek) vagy Astarejának nevezték, szemben az új földekkel, amelyeket később szerb és bosnyák nemesektől szereztek meg, és csatoltak a Raguzai Köztársasághoz. Rijeka területe a raguzai nemesség soraiból megválasztott gróf (comes) igazgatása alatt állt. 
Az a vízvezeték, amelyet 1438-ban Onofrio di Giordano de la Cava és Andriuzzo de Bulbito épített, és Šumetből Raguzába szállított ivóvizet, átszelte a Rijeka dubrovačka területét is. A város vízellátását a mai napig a közeli karsztforrásokból látják el. Híresek a dubrovniki nemesség nyári rezidenciái, amelyek egyben a raguzai reneszánsz és barokk vidéki építészet legjelentősebb példái voltak. Közülük körülbelül húsz maradt meg, köztük a legnagyobb, a 16. századi Sorkočević-nyaraló, mely a tengerig vezető lépcsővel és festett galériával rendelkezett, a Rastić-nyaraló, egy tornácos üdülőház háromrészes kerttel a 16-17. századból, és a Gučetić-Đurđević-nyaraló, amelyben a raguzai nemesség utolsó tanácsülését tartották 1814-ben. A 20. század második felében az újonnan épített ipari és közlekedési létesítmények, valamint a lakóépületek megzavarták a Rijeka dubrovačka tájképét és csökkentették annak környezeti értékeit.

## Galéria

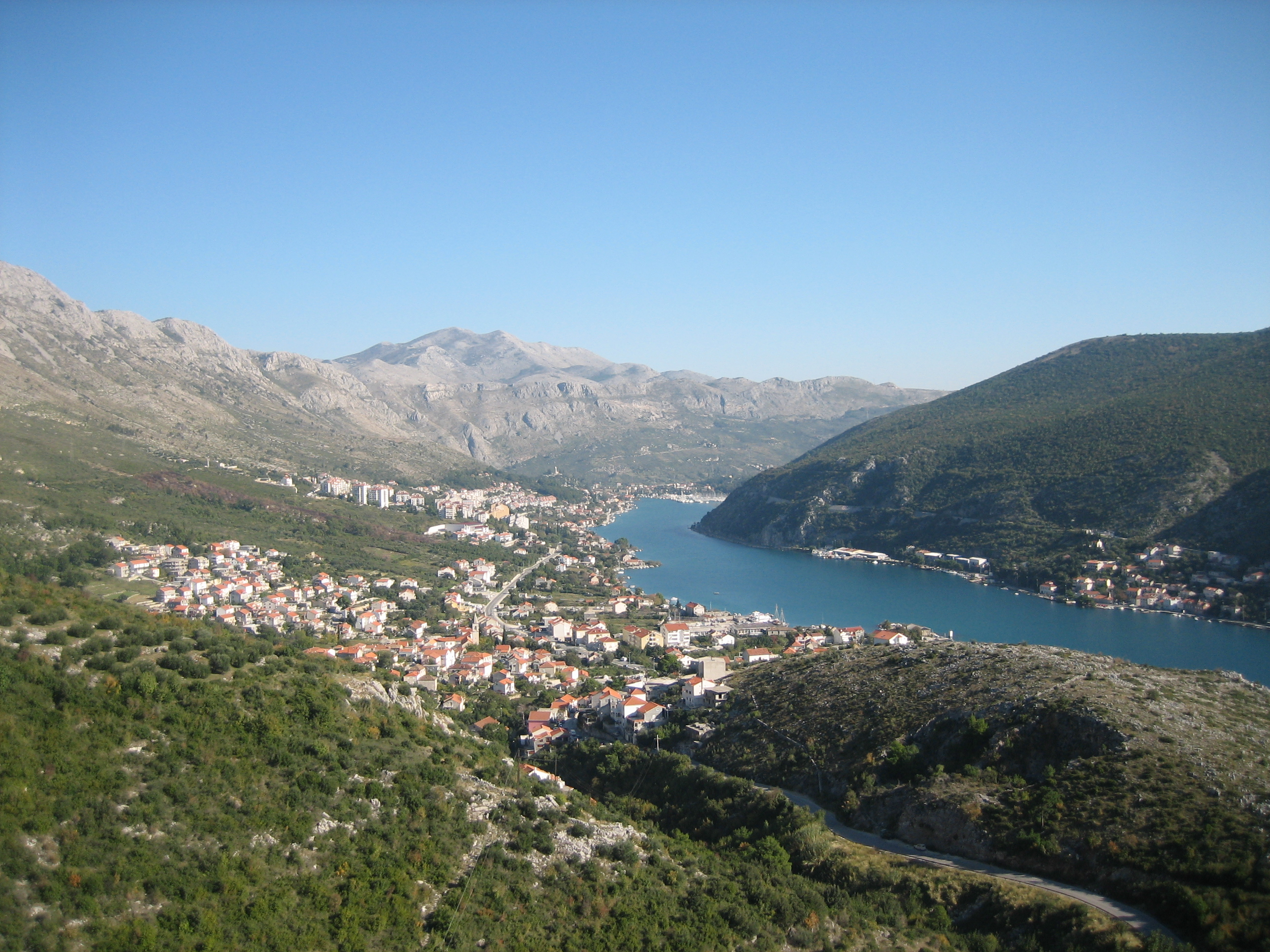
Nova Mokošica, Rožat, Komolac és Sustjepan látképe
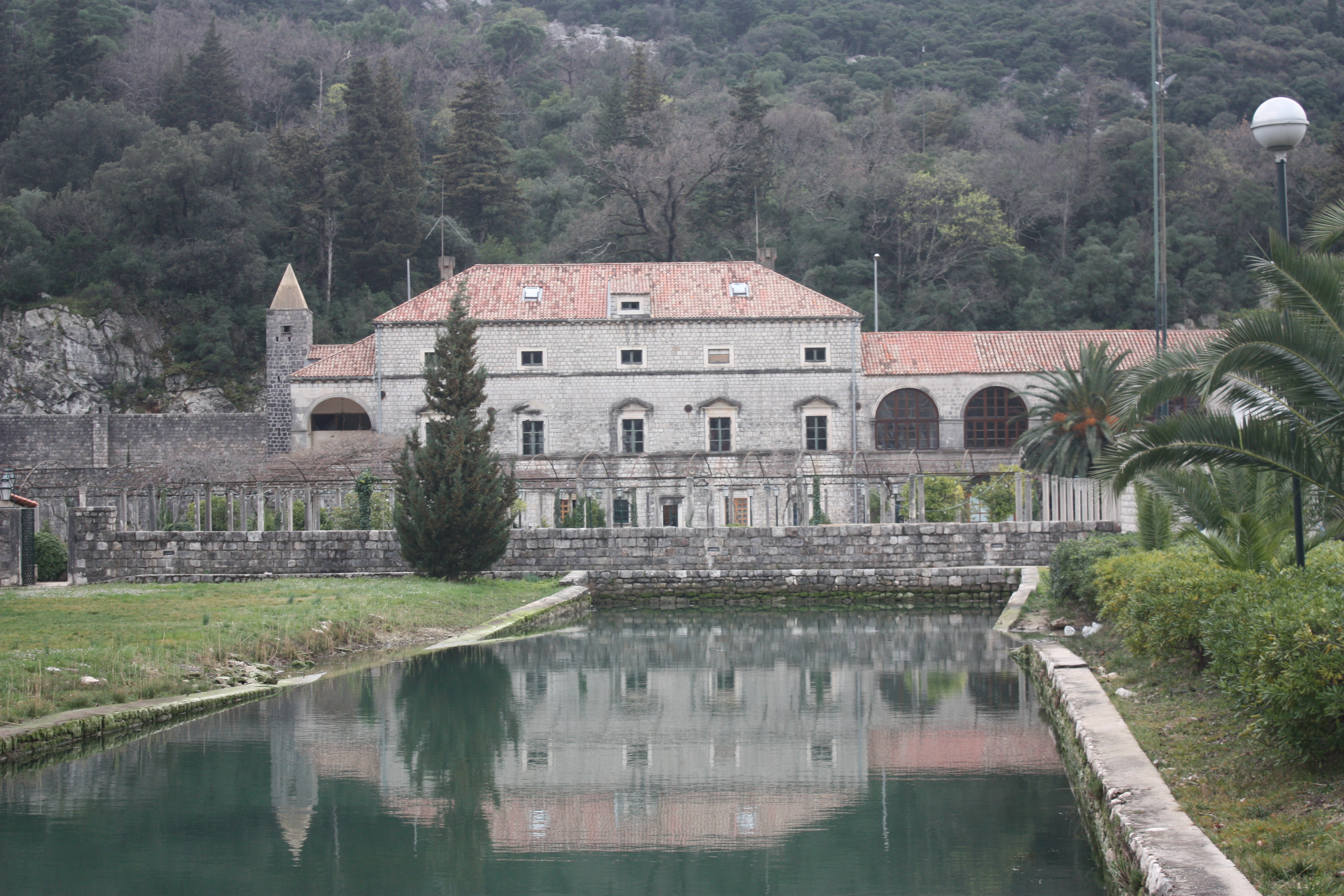
A reneszánsz Sorkočević-kúria
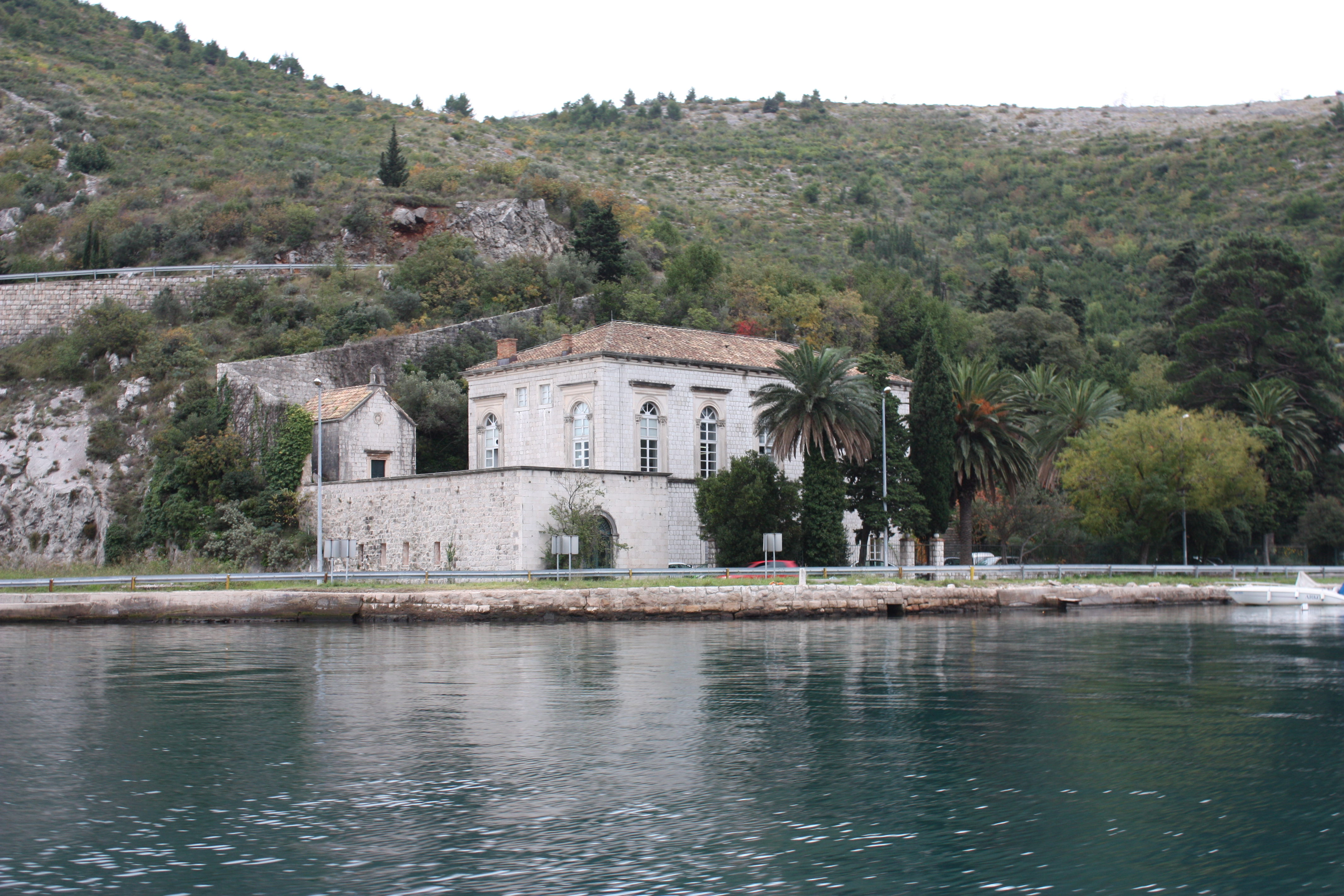
A Kaboga-család nyaralója
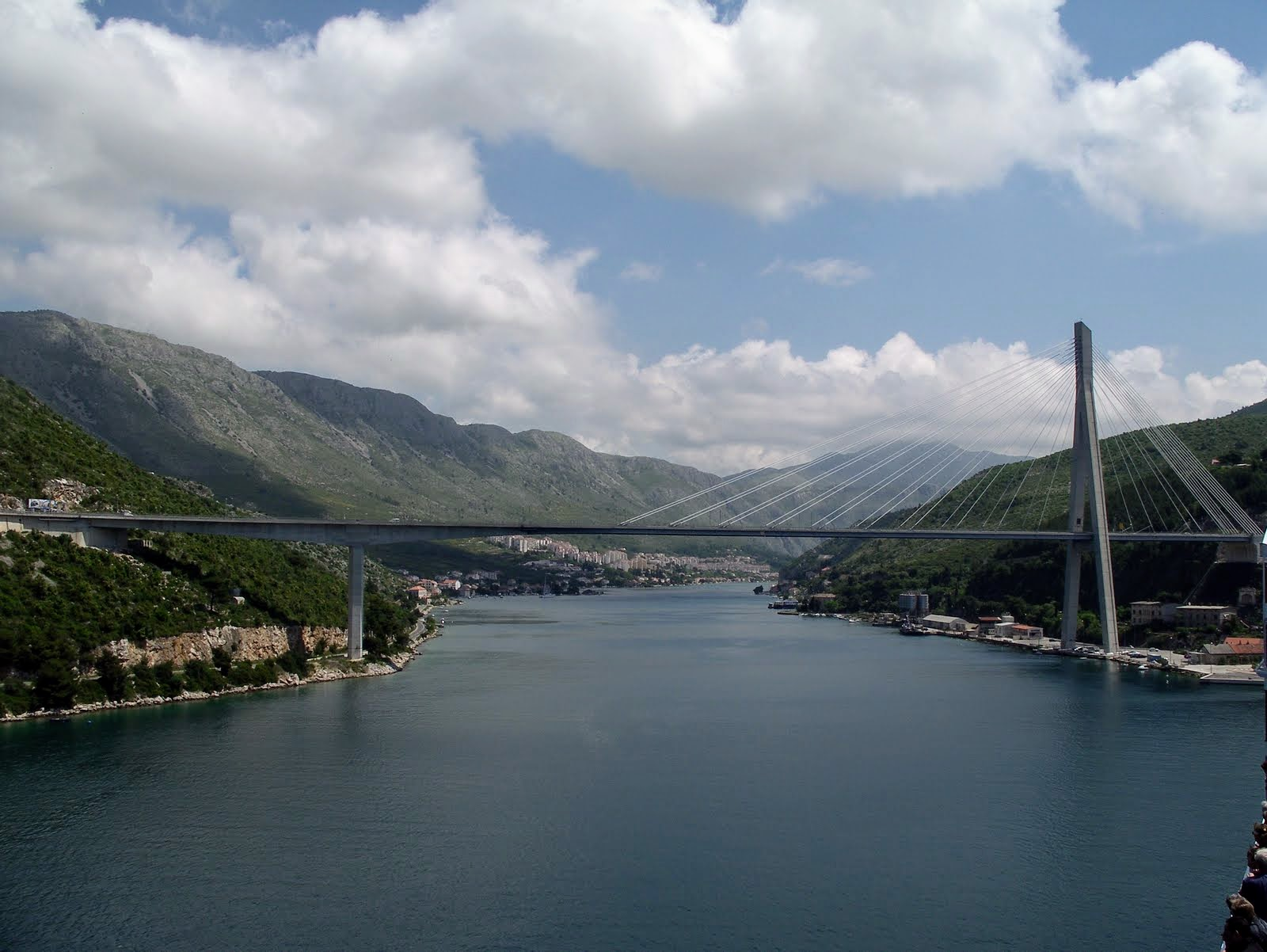
A torkolatnál álló Franjo Tuđman híd
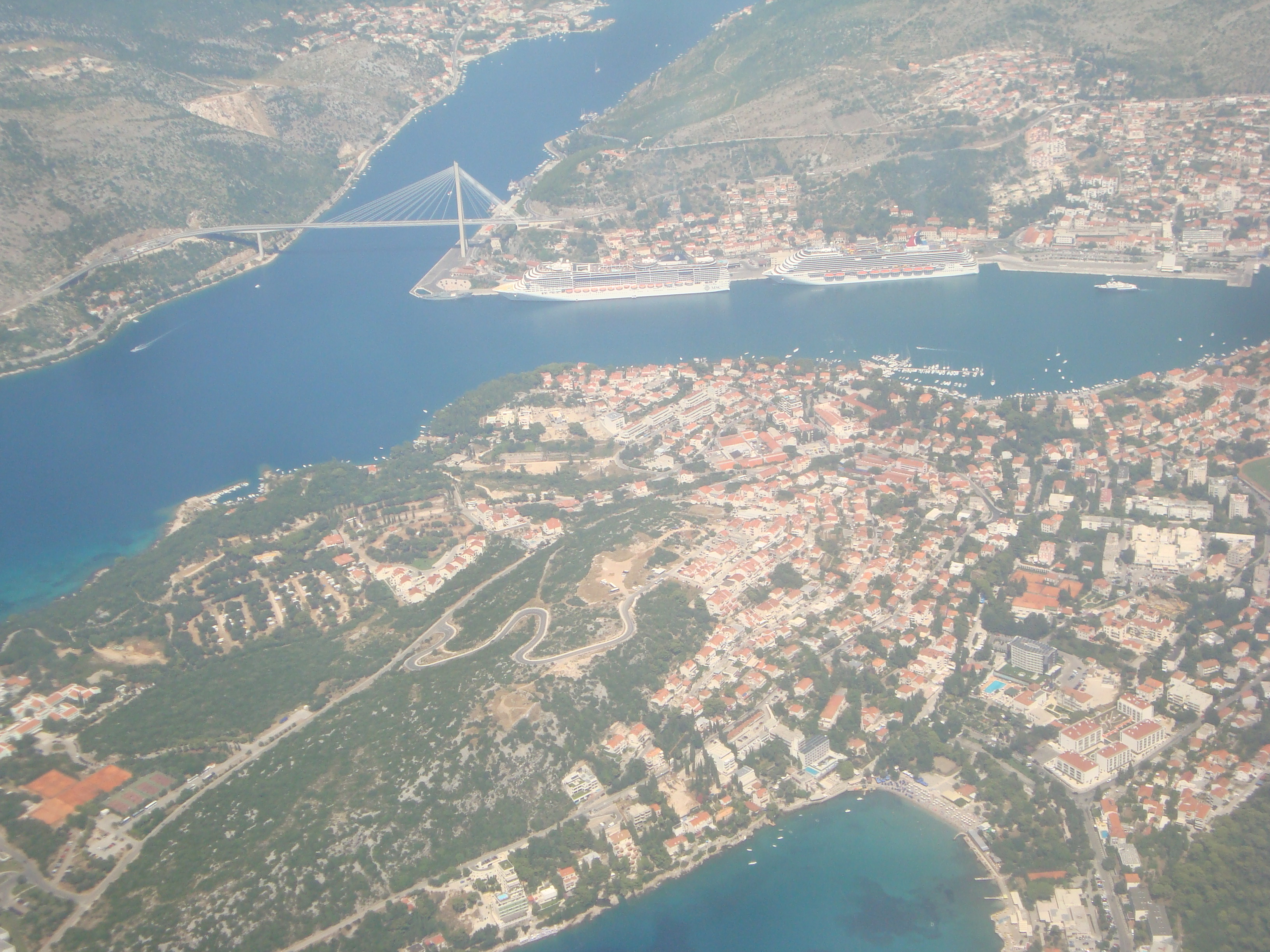
A Rijeka Dubrovačka és Dobrovnik kikötője légi felvételen